# Nowopetriwśke (obwód mikołajowski)
Nowopetriwśke (ukr. Новопетрівське) – wieś na Ukrainie, w obwodzie mikołajowskim, w rejonie mikołajowskim, w hromadzie Kostiantyniwka. W 2001 liczyła 2369 mieszkańców, spośród których 2170 wskazało jako ojczysty język ukraiński, 158 rosyjski, 10 mołdawski, 4 bułgarski, 2 białoruski, 14 ormiański, 2 gagauski, a 9 inny.